# General Logistics Systems
GLS (General Logistics Systems B.V.) er en international logistikvirksomhed med hovedkontor i Amsterdam i Holland. Virksomheden blev etableret i 1999 og er et datterselskab til Royal Mail, der bedst er kendt som Storbritanniens postvæsen.
GLS driver virksomhed i 42 europæiske lande, og er den tredjestørste pakkedistributør i Europa. GLS tilbyder også sine tjenester over hele verden via sit partnerskabsnetværk, med undtagelse af politiske højrisikolande som Nordkorea og Cuba.
I regnskabsåret 2021/22 håndterede GLS 862 millioner pakker for 230.000 kunder, med en omsætning på 5,384 milliarder euro. GLS har mere end 35.000 varebiler og 4.700 lastbiler der betjener 120 hubs og 1.600 depoter fordelt på 42 europæiske lande.

## Historie

### GLS i Danmark
GLS’ danske historie startede i 1982, da 25 danske vognmænd grundlagde Pakke-Trans. I 2000 opkøbte GLS danske Pakke-Trans, som blev en del af GLS Group og skiftede navn til GLS Denmark A/S.

### GLS er en del af International Distributions Services
German Parcel blev grundlagt i 1989 som en national udbyder af pakkedistribution i Tyskland. En europæisk pakkeorganisation, General Parcel, blev derefter etableret i 1992. I 1999 stod Back i spidsen for salget af virksomheden til Royal Mail.
Mellem 1999 og 2002 udviklede Back en tværeuropæisk pakkedistributionsservice gennem opkøb og etablering af nye virksomheder. I 2002 blev disse virksomheder samlet under brandet General Logistics Systems (GLS).  
Mellem 2016 og 2017 opkøbte GLS det Californien-baserede pakkedistributionsfirma Golden State Overnight (GSO) Delivery Service samt det amerikanske pakkedistributionsfirma Postal Express. GSO blev omdøbt til GLS-US i december 2019.
I september 2018 opkøbte GLS det canadiske pakkedistributionsfirma Dicom og udvidede dermed sine aktiviteter i Nordamerika og Europa. GLS blev et af de største vejbaserede pakkenetværk i Europa, og omsætningen steg fra 1 mia. pund i 2002 til 3 mia. pund i 2019.[12] I oktober 2021 opkøbte GLS det canadiske logistikfirma Mid-Nite Sun Transportation Ltd, der opererede under Rosenau Transport, hvilket yderligere udvidede deres rækkevidde på det canadiske marked.
I 2022 opkøbte GLS den franske tech-logistikvirksomhed Tousfacteurs, en opstartsvirksomhed inden for last mile-levering, der blev grundlagt i 2015 og specialiserede sig i at udvikle digitale løsninger til e-handel. I 2023 udvidede GLS sit fodaftryk og styrkede sin position i Østeuropa ved at ekspandere til Serbien. Derudover opkøbte GLS Altimax Courier, en fremtrædende udbyder af luft- og jordtjenester i Canada, og ProntoPacco, et af de største pakkeshopnetværk i Italien med et omfattende netværk af over 6.000 afhentnings- og afleveringssteder.

## Rebranding
I 2021 gennemgik GLS en modernisering af brandidentiteten, herunder et nyt logo. Dette initiativ havde til formål at kommunikere GLS' personlige tilgang til pakkedistribution gennem sine skræddersyede løsninger under mantraet “er det vigtigt for dig, er det vigtigt for os”.  

## GLS Denmark
GLS Denmark leverer pakker til privat- og erhvervskunder. 99 % af pakkerne er fremme med dag-til-dag levering, og det gælder både for leveringer til privat- og erhvervsadresser samt til deres 1.700 PakkeShops fordelt over hele Danmark.
Virksomheden har hovedsæde i Kolding. I alt har GLS Denmark ni depoter i hele Danmark. Ud af disse er to internationale Hubs, der transporterer pakker mellem GLS-landene. 1.200 medarbejdere arbejder for GLS Denmark fordelt på deres i alt 11 lokationer.
GLS Denmark gik ud af regnskabsåret 2022/2023 med en omsætning på 339,6 mio. euro og et resultat på 34 mio. euro.  

### Bæredygtighed
GLS Denmark har taget adskillige tiltag for at minimere deres miljøpåvirkning, herunder certificeret grøn strøm fra Ørsted, solceller på depoternes tage, varmepumper og generelle energiforbedringer.

#### Elbiler i transportflåden
I 2019 begynder GLS Denmark at teste brugen af elbiler i deres distribution for at undersøge muligheden for at levere fremtidens pakker med mere omtanke for miljøet.  
I 2022 sætter GLS Denmark for alvor gang i deres bæredygtighedsarbejde efter at have udviklet deres nye klimastrategi ”ClimateProtect” med de øvrige GLS-lande. Elflåden udvides markant til 56 elbiler og der installeres ladestandere på alle depoter.
I 2023 testede GLS en eldreven lastbil fra Volvo, der kører nationalt mellem depoterne i Taastrup og Kolding – en strækning på 428 km. Målet var at teste og vurdere, om teknologien er moden, og om det er realistisk at indføre eldrevne lastbiler som en del af værdikæden. Testen udgør en vigtig del af deres 2030-strategi, hvor målet er, at nul- eller lavemissionskøretøjer skal udgøre 50 % af vores transportflåde.
GLS har en målsætning om, at 100 % af alle nyindkøbte distributionsbiler er nul- eller lavemissionskøretøjer inden 2035, mens virksomheden opererer med nulemission inden 2045.

#### Klimakompensation
GLS har siden 2022 klimakompenseret for al CO2-udledning forbundet med leveringen af pakker inden for Europas grænser.  
Klimakompenseringen foregår i et samarbejde med den tyske virksomhed ClimatePartner, hvor der investerer i en række projekter, der bidrager til klima- og miljøbeskyttelse.